# James Fisk
James Fisk (Greenwich, 1763. október 4. – Swanton, 1844. november 17.) az Amerikai Egyesült Államok szenátora (Vermont, 1817–1818).